# تپه سید قادر
تپه سید قادر مربوط به هزاره اول قبل از میلاد - دوره ساسانیان است و در شهرستان ارومیه، بخش سیلوانه، دهستان مرگور، روستای گردوان واقع شده و این اثر در تاریخ ۲۵ آبان ۱۳۸۷ با شمارهٔ ثبت ۲۳۴۷۳ به‌عنوان یکی از آثار ملی ایران به ثبت رسیده است.